# Pariser Kanonen
Pour les articles homonymes, voir Grosse Bertha (homonymie).
Les Pariser Kanonen (c'est-à-dire les « canons parisiens ») sont sept pièces d’artillerie à très longue portée utilisées au cours de la Première Guerre mondiale par l'armée allemande pour bombarder Paris. Par la longueur du canon, elles sont les plus grandes pièces d'artillerie en service durant la Grande Guerre.
Surnommés la « Grosse Bertha » par les Français, bien que ce nom désigne un autre canon pour les Allemands, les Pariser Kanonen tirent à plus de 120 km de distance.
Armes de la guerre psychologique destinées à terroriser la population, ces canons ont envoyé un total de 367 obus sur Paris et les communes environnantes, entre le 23 mars et le 9 août 1918, causant la mort de 256 personnes.

## Dénomination
Alain Huyon, colonel au service historique de l’Armée de terre, relève de multiples dénominations pour ces pièces :
- du côté allemand :
  - Pariser Kanonen ou Parisgeschütze : canons parisiens ou bouches à feu de Paris ;
  - Langer Friedrich : Frédéric le Long/le Grand, surnom donné par le personnel des usines Krupp en référence au fondateur du groupe, Friedrich Krupp. On trouve aussi Langer Max ;
  - Die Pariserin : la Parisienne, pour le commun des Allemands ;
  - le tube en lui-même est nommé Wilhelmsrohr (« tube de Guillaume »), en référence à l’empereur Guillaume II ;
- du côté français, ce canon est surnommé « Bertha » et « Grosse Bertha » dès son entrée en service[3]. Mais les grosses pièces d’artillerie appelées Grosse Bertha (Dicke Bertha) par les Allemands sont de gros obusiers utilisés pour détruire des fortifications et d’une portée d’un peu plus de 9 km. La confusion vient de Français vivant à proximité des emplacements de tir des Pariser Kanonen, entendant les artilleurs utiliser le nom allemand, mais pour désigner une autre pièce d’artillerie[2].

## Conception et fabrication

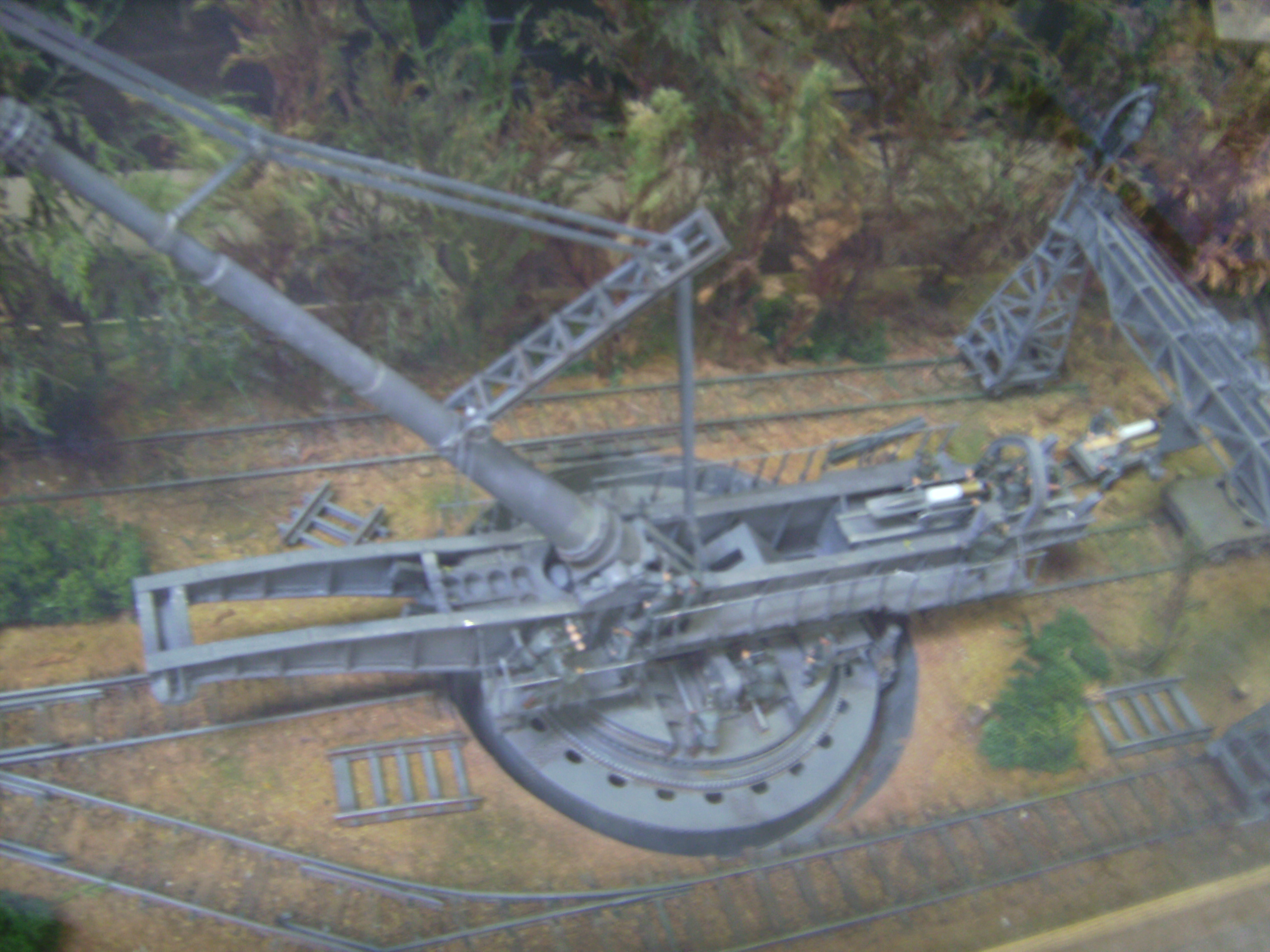
Maquette d'un Pariser Kanone. Collection d’études militaires, Coblence.

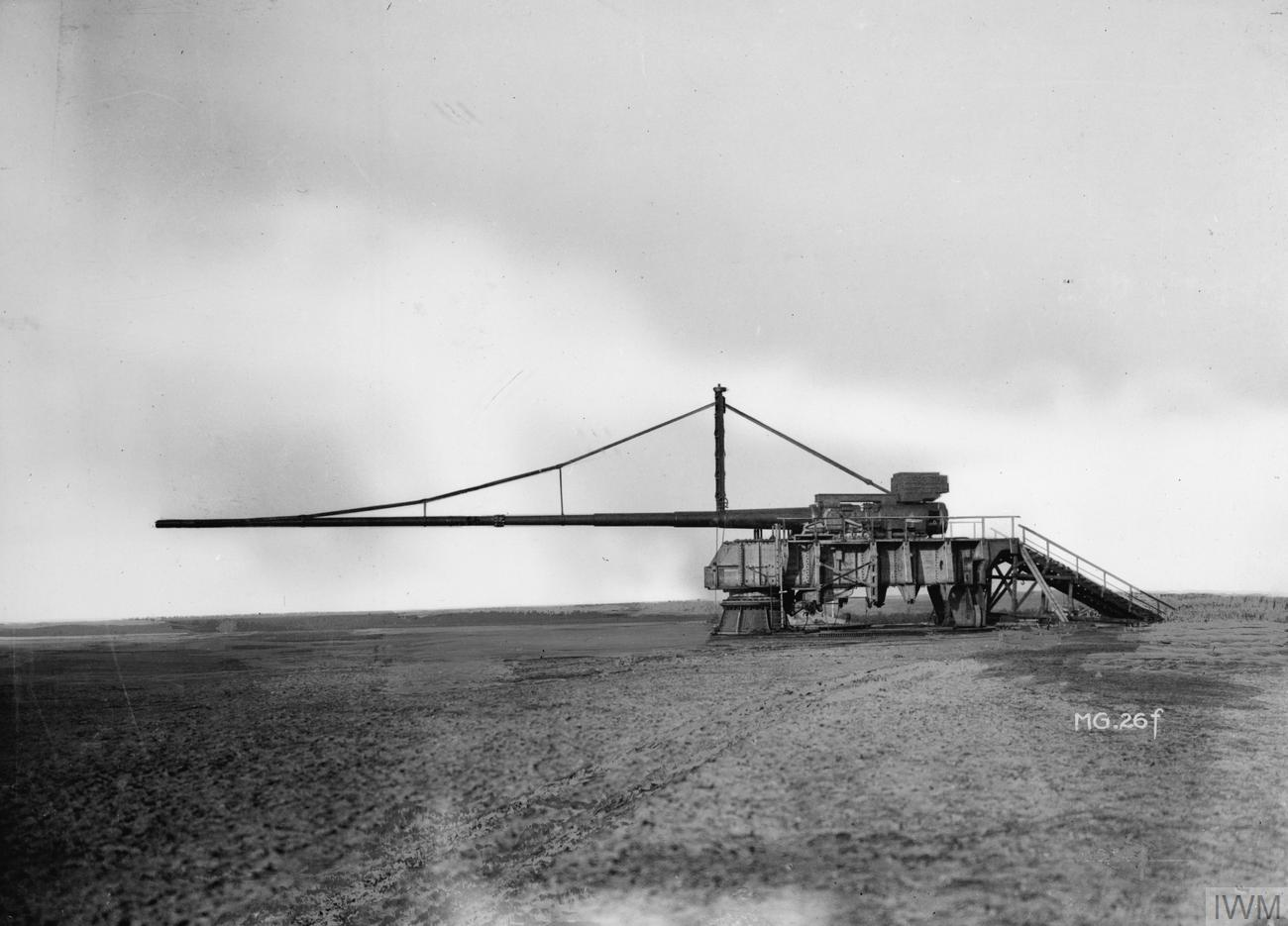
Pariser Kanonen.

Le canon dit Pariser Kanone (all. Kanone/Kanonen ; nom féminin) est conçu par l’état-major allemand comme une arme psychologique, destinée à terroriser les Parisiens, les désordres et les manifestations ainsi suscités étant censés pousser le gouvernement français à demander un armistice. C’est l’ingénieur allemand Rausenberger qui conçoit un canon de 750 tonnes, tirant depuis des plates-formes métalliques démontables.
Sept tubes sont construits dans les usines Krupp d’Essen et les usines Škoda de Plzeň.
- Longueur du tube : 34[2] à 36 mètres[4]. Le tube était une juxtaposition de 3 tubes usagés de canons de calibre 380 mm[2], dans lesquels était inséré un tube réducteur au calibre 210 mm. Afin d’éviter la pliure, voire la rupture d’un tel fût, un solide haubanage partant d’un mât central renforce et soutient le canon sur toute sa volée[2].
- Calibre : 210 mm. Les munitions étaient toutes des obus de 210 mm chemisés entre 210 et 240 mm pour s’adapter à l’usure progressive du tube provoquée par l’effet d’arrachement des projectiles. Le tube était usé après 65 coups ; chaque obus était numéroté de 1 à 65. Ces obus devaient être tirés dans l’ordre, puisqu’ils étaient d’un diamètre de plus en plus élevé pour compenser l’usure du tube ; une erreur dans l’ordre de tir aurait pu se traduire par l’explosion du canon par suite du coincement du projectile dans le tube. Le 65e tiré, il fallait changer le tube, qui était alors renvoyé chez Krupp pour rechemisage et fabrication d’une nouvelle série d’obus.
- Diamètre du canon : 1 m au tonnerre[2]
- Poids du tube : 175 tonnes[2].
- Poids du canon : 750 tonnes (avec la plate-forme de tir)[2].
- Poids de l’obus : plus de 125 kg [2]
- Charge propulsive : 150 à 200 kg de poudre selon la distance de la cible[2].
- Portée maximale : 128 km (130 km selon certaines sources[Lesquelles ?]) sous un angle de tir fixe de 55° (réglage de la portée par la charge propulsive).
- Vitesse initiale du projectile à charge maximale : 1 500 à 1 600 m/s[2] soit plus de Mach 5.
- Temps de vol du projectile : 180 à 210 secondes[2].

Les obus tirés étaient déviés de près de 1 600 mètres par la force de Coriolis.
L’obus tiré atteint l’altitude maximale de 40 km à l’apogée de sa trajectoire. Ce fut longtemps le record d’altitude atteint par un objet lancé par l’Homme (jusqu’à l’invention de la fusée V2 lors de la Seconde Guerre mondiale). Le projectile avait ainsi une trajectoire essentiellement dans les couches les moins denses de l'atmosphère, subissant moins de frottement, ce qui allongeait sa portée.
Le Pariser Kanone multiplie par quatre la portée maximale de l’artillerie de l’époque, la passant de 30 à 120 km.
En revanche, sa mise en œuvre est complexe :
- des plates-formes de tir doivent être aménagées, soit en béton (12 m2 et 4 m d’épaisseur), soit en adaptant des plates-formes en acier destinées aux canons de 380 mm ;
- le canon, très lourd, ne peut être acheminé que par voie ferrée, qui doit donc aller jusqu’à ces plates-formes ;
- l’affût de 575 t devait être descendu du train et mis en place pour recevoir le canon ;
- le tube doit être changé tous les 65 coups à cause de l’usure[6] ;
- des abris pour les officiers, le personnel, les générateurs électriques, ainsi que des communications abritées entre ces installations doivent être aménagés avant la mise en œuvre du canon[2].

Les tirs étaient donc extrêmement coûteux.

## Utilisation opérationnelle

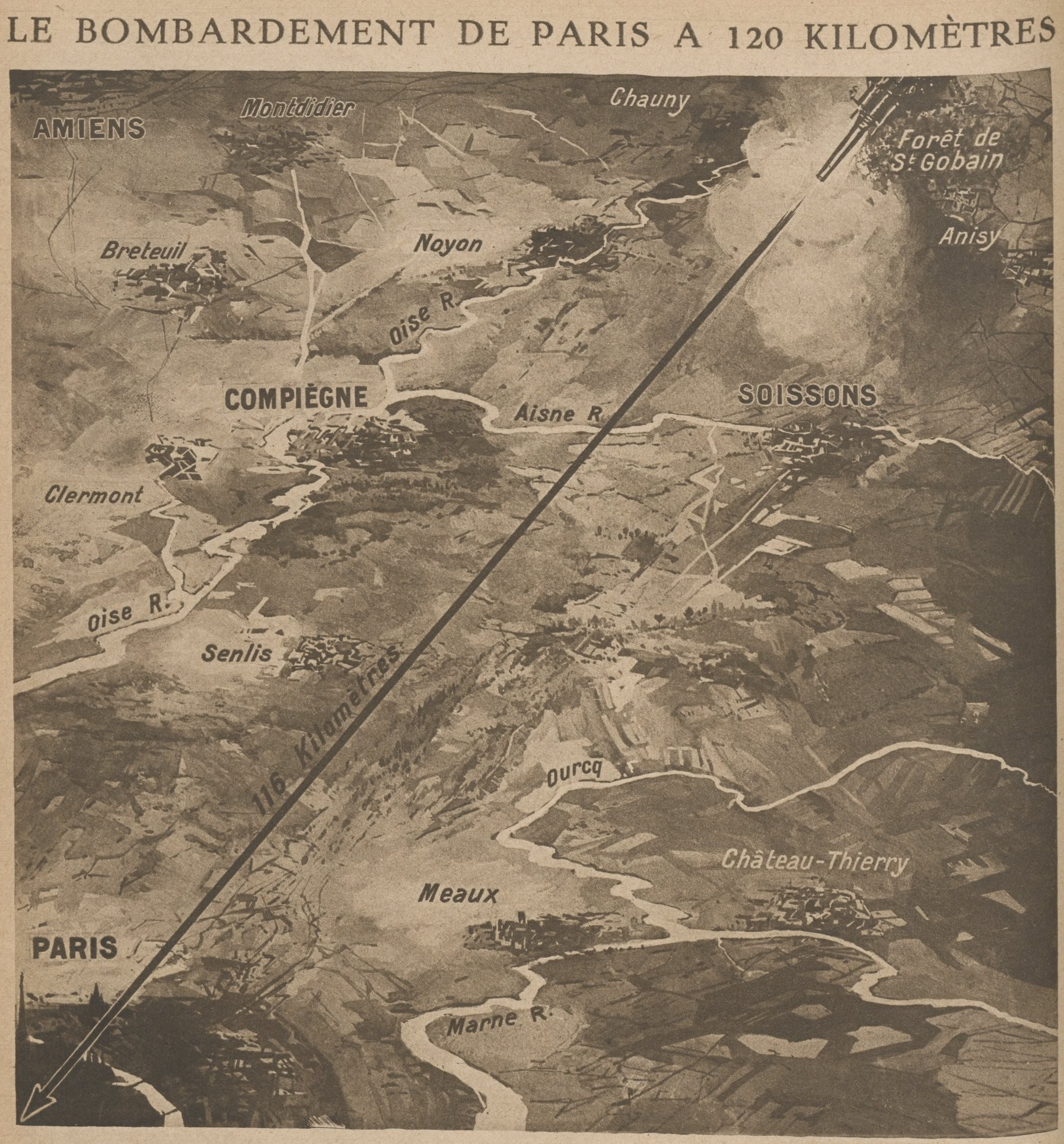
Le bombardement de Paris vu par la presse française d’époque. Dessin paru dans l’hebdomadaire Le Miroir du 7 avril 1918.

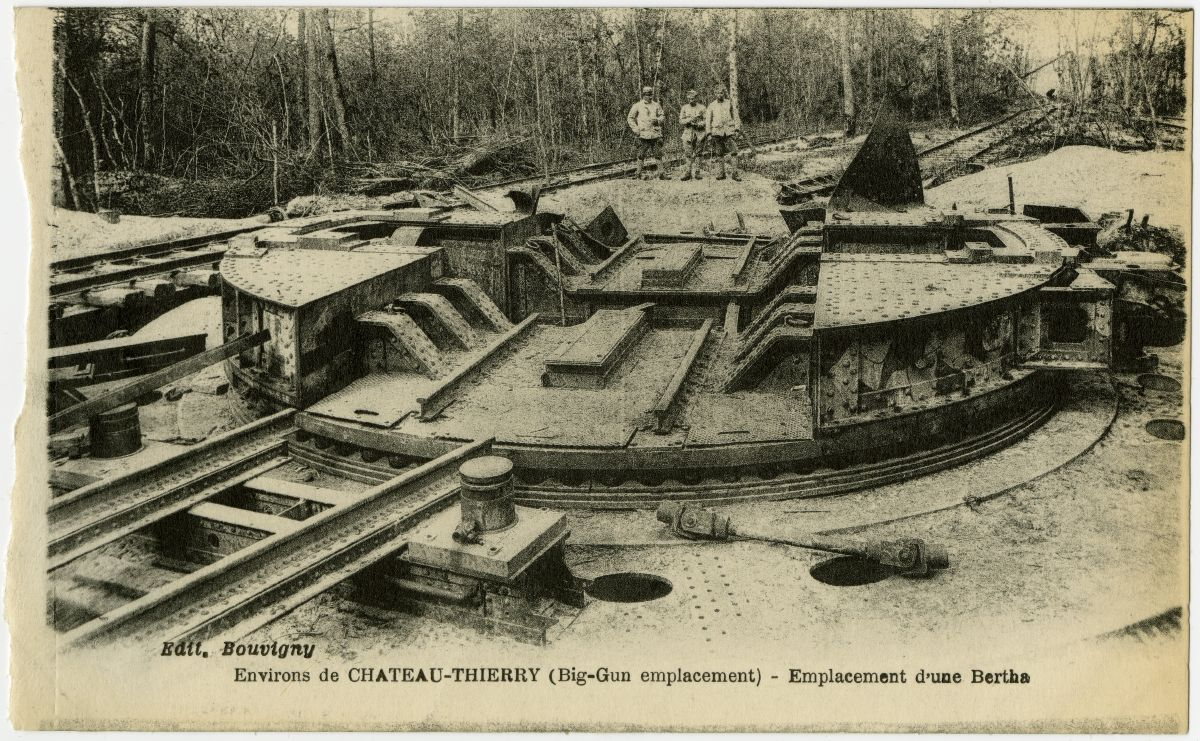
La monture du canon installé à Bruyères-sur-Fère, carte postale de 1918.

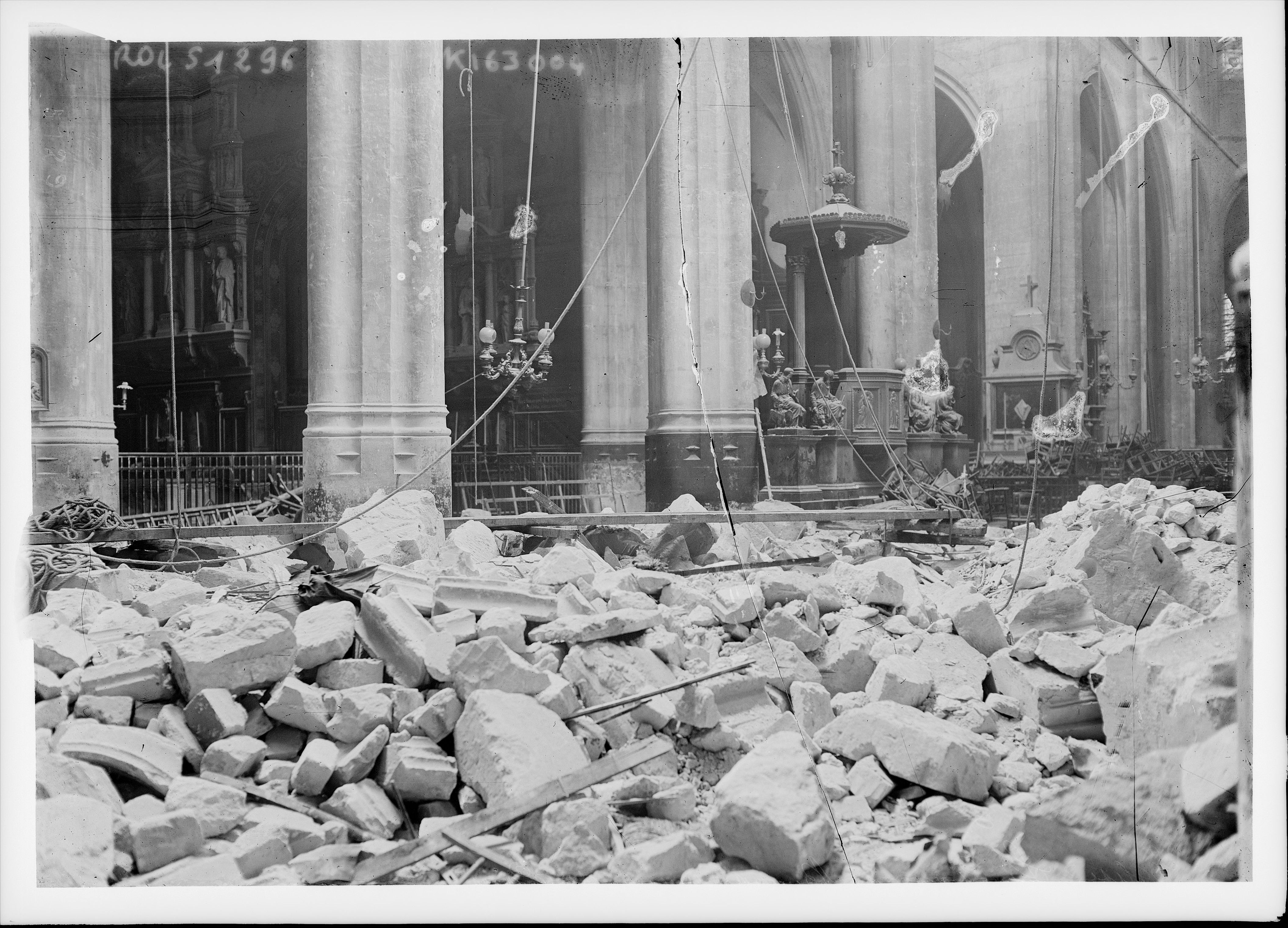
L’église Saint-Gervais après le bombardement du 29 mars.

Deux embases bétonnées et toutes les installations annexes nécessaires sont aménagées dès fin 1917 au pied du mont de Joie, une colline du Laonnois (centre du département de l’Aisne). À l’avantage de donner une position cachant les canons (il est haut de 40 m), ce site allie celui d’une bonne desserte : la RN 44 passe d’un côté de la colline, la voie ferrée Laon-Amiens de l’autre. Les plates-formes de tir sont aménagées dans le bois de l’Épine, au lieu-dit l’Anchette, dans la commune de Crépy, à 2,5 km au nord du village. Il est possible qu’une troisième pièce ait été installée à proximité.
La première campagne de tir débute le 23 mars 1918, et dure jusqu’au 3 mai. Le premier jour, les tirs se succèdent de 7 h 9 à 14 h, par temps nuageux garantissant une absence de repérage par avion. Des tirs intenses de batteries de 170 et 210 mm sont déclenchés pour camoufler le son du Pariser. Quatre mortiers de SKL/45 Max de 380 mm, disposés à proximité, tirent également pour éviter tout repérage par les SRS françaises (sections de repérage par le son). Enfin, dix escadrilles aériennes sont en vol pour protéger le canon. Plus d’une vingtaine d’obus tombent sur Paris et sur des communes de la petite couronne (Pantin, Vanves, Châtillon-sous-Bagneux) ce 23 mars à une cadence d’environ un obus toutes les vingt minutes. Le premier explose quai de la Seine dans le 19e arrondissement. On dénombre 15 morts et 29 blessés après cette première journée. Le lendemain, les tirs reprennent, encouragés par la nouvelle de la réussite (qui parvient à 13 h, d’après lecture des journaux parisiens). À partir du 25 mars, des espions allemands font des comptes-rendus par téléphone à un intermédiaire : les artilleurs ont connaissance du résultat de leur tir en moins de quatre heures.
Les rumeurs les plus folles courent sur l’arme nouvelle dont semble disposer l’armée allemande. On pense à un avion volant à haute altitude. Lorsqu’ils en sont informés, les Parisiens la surnomment « Bertha ». Cependant, la terreur n’est pas au rendez-vous. De plus, les SRS repèrent très vite l’emplacement de cette pièce unique dans le tonnerre provoqué par tous les tirs d’artillerie. Dès le 24 mars, des tirs de contre-batterie de 240 mm, 305 mm et 340 mm (huit pièces de 340 des 77e et 78e régiments d’artillerie lourde à grande puissance) pilonnent l’emplacement. Malgré leur précision, ces tirs de contre-batterie ne détruisent pas les Pariser, même s’ils tuent sept de ses servants et en blessent six. Le Grand Quartier général français interrompt ces tirs pour n’utiliser finalement que des pièces de 145 mm, souhaitant économiser ses tubes de grosses pièces. La première interruption des tirs intervient finalement quand une des pièces éclate le 3 mai, à la suite de l’explosion prématurée d’un obus dans le canon de la pièce. La pause dure trois semaines, pour vérification sur la deuxième pièce. Il apparaît que pendant un temps, ces tirs sont guidés par un espion, caché dans une grotte du mont de Joie, mais sans de meilleurs résultats.
Le 29 mars 1918 à 16 h 36 un obus tiré par la Pariser Kanone crève la voûte et détruit le deuxième pilier de la façade latérale gauche (nord) de l'église Saint-Gervais, provoquant l’effondrement d’une partie de celui-ci sur le public pendant l’office du Vendredi saint, et causant 91 morts et 68 blessés. Parmi les victimes se trouve Rose-Marie Ormond, la nièce du peintre américain John Singer Sargent. Cette attaque a un retentissement international, les Français commencent à craindre la défaite, certains responsables à Paris envisagent un repli du gouvernement vers la Loire. Les tirs conjugués aux bombardements nocturnes des bombardiers Gotha G eurent un fort impact psychologique sur la population parisienne, au regard du nombre de tués (par comparaison avec une journée sur le front). Entre la fin mars et le début du mois d’avril 1918, un demi-million de Parisiens, sur une population de trois millions, quittent la capitale, 58 obus étant tombés les trois premiers jours. Encore aujourd’hui, on se souvient davantage de la « Grosse Bertha/Pariser Kanone » que de certaines batailles importantes ou sanglantes de la Première Guerre mondiale.
Une deuxième campagne de tirs de Pariser Kanonen a lieu du 27 mai au 11 juin, toujours à partir du mont de Joie à Crépy. Pendant ce temps, l’armée allemande mène également une grande offensive qui la conduit au sud de la Marne. Il est possible que l’interruption des tirs entre le 11 juin et le 16 juillet soit due au transport d’une Pariser Kanone de Crépy à Bruyères-sur-Fère dans un bois du lieu-dit Val-Chrétien, plus au sud de l’Aisne.
Une éventuelle troisième campagne a lieu à partir de Bruyères-sur-Fère, les 16 et 17 juillet, mais l’utilisation du site est interrompue par l’offensive du 18 juillet 1918, les Allemands évacuant leur pièce afin qu’elle ne tombe pas aux mains des Alliés.
Enfin, la quatrième et dernière campagne de tirs, à partir des plates-formes métalliques aménagées à Beaumont-en-Beine, dure jusqu’au 9 août 1918. En tout, 367 obus sont tombés sur Paris, causant la mort de 256 personnes et en blessant 620 autres,.
Non loin de Crépy, on peut voir encore aujourd’hui sur la commune de Coucy-le-Château dans le bois du Montoir, une énorme cuvette de béton sur laquelle les Allemands avaient installé un SKL/45 Langer Max Brummer un canon de 380 mm dont le tube avait 17 m de long, appelé aussi à tort « Grosse Bertha ». À quelques kilomètres de là, les Allemands avaient fait construire un canon en bois et une fausse voie ferrée qui servaient de leurres afin de tromper d’éventuels repérages par l’aviation ennemie.

## Bilan
Le ou les canons restants sont démontés devant la progression de l’offensive alliée, et renvoyés en Allemagne. Tout le matériel, toutes les archives sont détruits. L'information sur les caractéristiques techniques précises est donc perdue, même si des témoignages et des archives privées découvertes ultérieurement en ont donné un aperçu.
Réussite technique allemande, ces canons mobilisèrent les premiers temps d’importantes forces françaises pour repérer leur emplacement et essayer de les détruire. Mais leur fabrication et mise en œuvre furent aussi très coûteuses pour les Allemands et ces canons n’eurent pas l’effet escompté sur la population qui s’y habitua avec l’espacement des tirs, et ils ne modifièrent pas le cours du conflit.

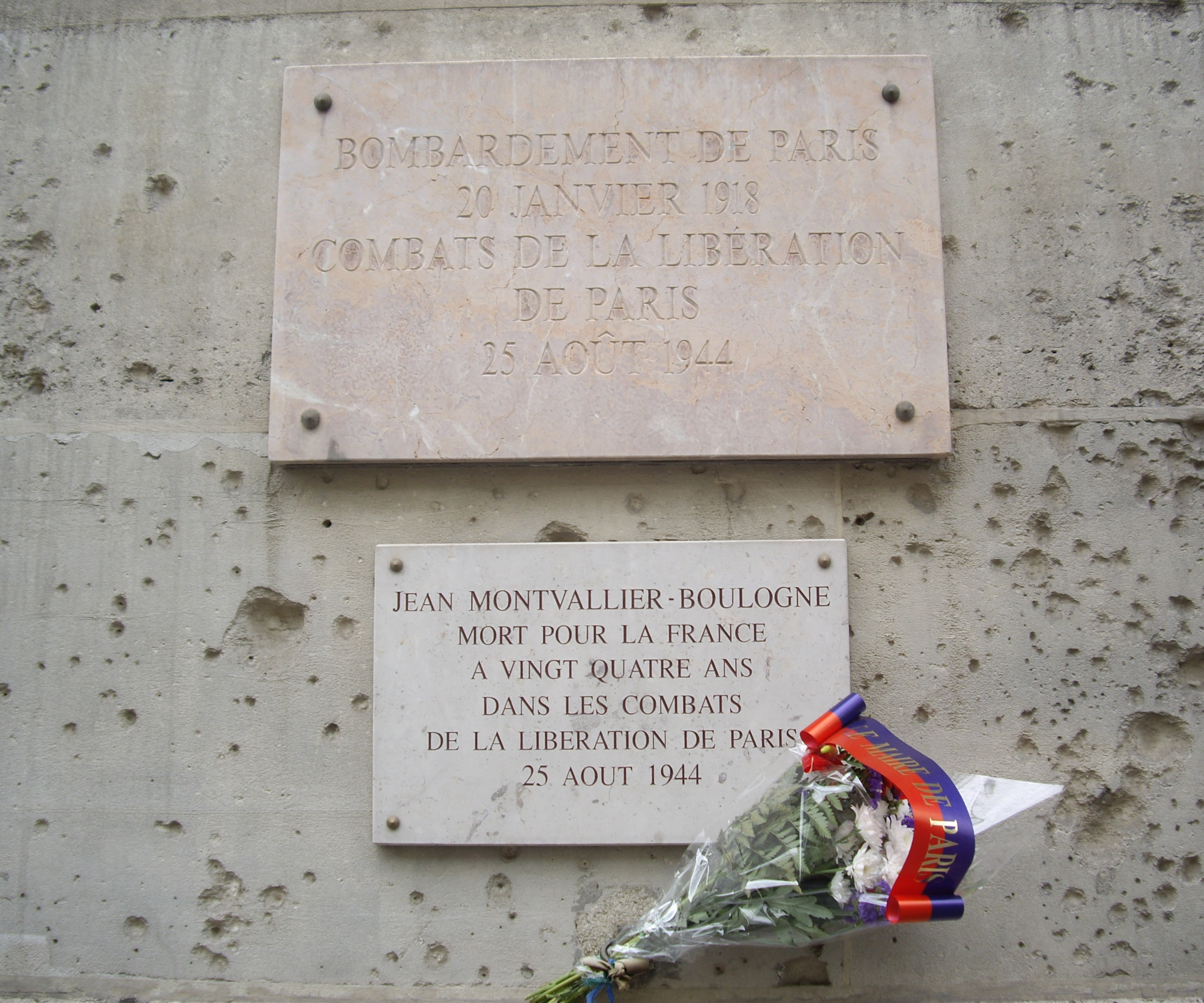
Plaque commémorative au 60 boulevard Saint-Michel à Paris.
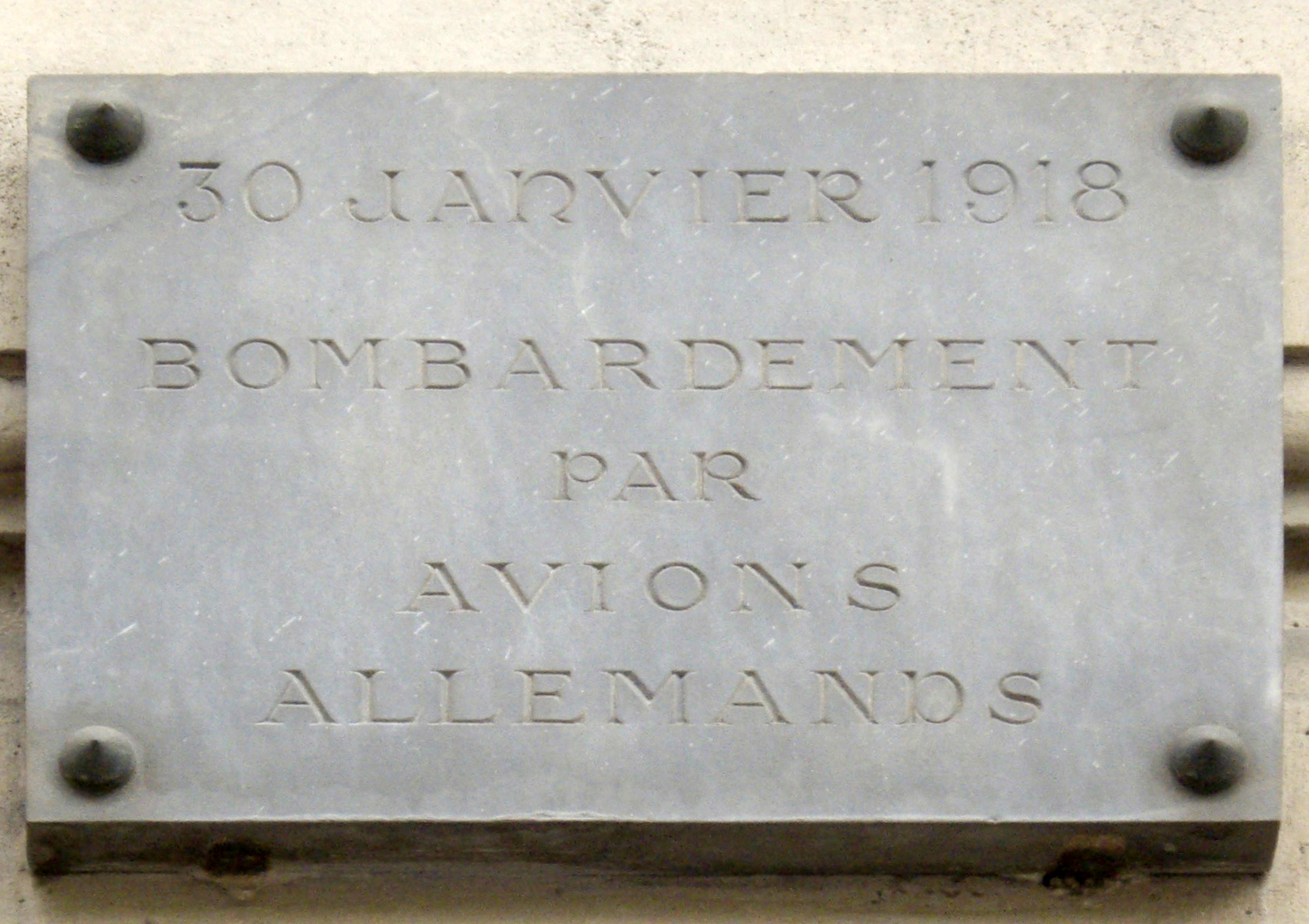
Plaque au no 81 de la même voie.
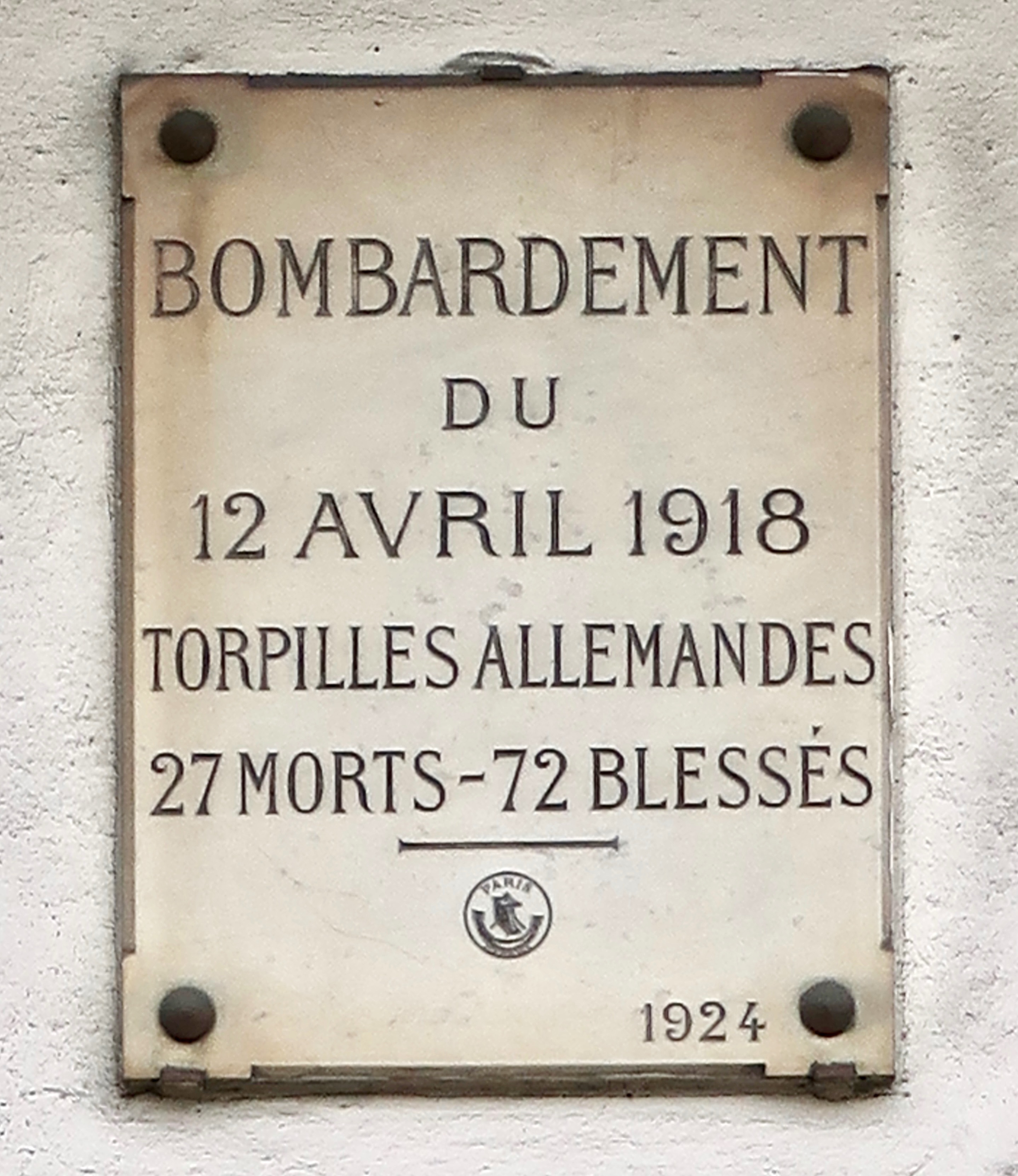
Plaque 12, rue de Rivoli à Paris.
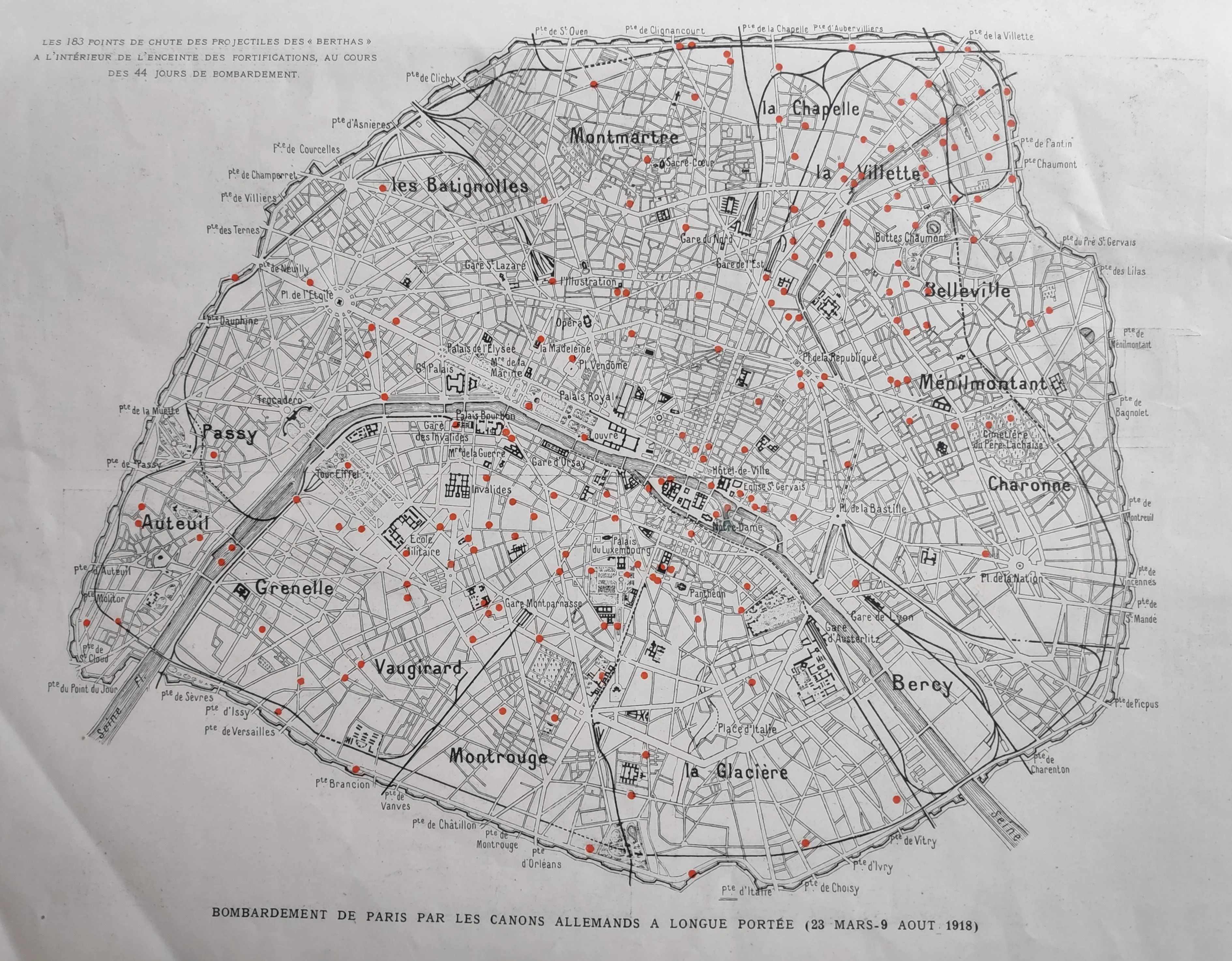
Carte des impacts d'obus des canons longue portées parue dans L'Illustration.